# Ichneumon tumidulus
Ichneumon tumidulus là một loài tò vò trong họ Ichneumonidae.